# 松本江里子
松本 江里子（まつもと えりこ、1980年2月29日 - ）は、日本の女性歌手、元アイドル。
身長161cm、血液型はB型。

## 来歴・人物
- 東京都日野市生まれ[1]、7〜8歳の頃に北海道倶知安町へ移り住む。
- 1998年12月11日、フジテレビのバラエティ番組『DAIBAッテキ!!』のオーディションに合格、女性アイドルグループ・チェキッ娘のメンバーとなる。

チェキッ娘のメンバーの中で最年長だったことから、メンバーやファンから『えり姉』と呼ばれる。『DAIBAッテキ!!』では『チェキチェキ合唱団』のコーナーで、無表情でソロパートをとるキャラクターが人気となる。
3枚目のシングル『最初のキモチ』ではフロントメンバー（メインボーカル）を務め、この曲の間奏の所にある英語の台詞は松本がソロで担当していた。
チェキッ娘時代の1999年5月8日に『めちゃ×2イケてるッ!』の『爆裂お父さん』に出演した時、松本も加藤浩次にジャイアントスイングをされていたが「自分のその場面はカットされていた」と話したことがあった。
- 1999年1月25日、『DAIBAッテキ!!』にてバンドchee'sを結成（後にメンバー変動あり）。松本の担当は、ギターとヴォーカル。
- 1999年11月3日、チェキッ娘は活動終了。chee'sは松本以外のメンバーで活動を続ける。
- 2000年2月17日、ニッポン放送のラジオ番組『鶴光の噂のゴールデンアワー』内のキャンペーンガールである女性アイドルグループ・まニャン子クラブに加入。
- 2000年2月28日、まニャン子クラブのグループ内ユニットであるラスト☆エンジェルに加入。
- 2000年5月31日をもって、まニャン子クラブ及びラスト☆エンジェルは活動を終了。
- 2001年から約1年間、ソロバンドプロジェクト『Breath』として活動、ボーカルとギターを務める。渋谷 ON AIR nestなどでのライブで活動した他、2001年の『GIRL POP FACTORY』に出演。フジテレビの音楽番組『FACTORY』などではオリジナル曲を披露していた。
- Breathの活動終了後、『TRY-FULL BUS』（トライフルバス）結成の頃までは歌手活動を一時休止。その間、CD-ROMなどでモデルの活動をしていたことがあった。
- 2010年7月11日、ワンマンライブ「おつかれSUMMER NIGHT de いやしまSHOW〜メインは歌です。〜」（東京・高田馬場 四谷天窓）を行う。
- チェキッ娘メンバーとしてデビューする前は「声優になりたかった」と思っていたことがあった[3]。
- 安室奈美恵のファンである（時々本人がブログに書いていることがある）。また、マイケル・ジャクソンは小学校2年生の時にコンサートビデオを視て以来のファンということで、マイケルが亡くなった後の2009年6月26日から6月29日まで、本人のブログはマイケルの話題で綴られていた。
- アビシニアン（猫）を二匹飼っている（ブログにも時々登場している）。
- 女性4人組バンド『blue chee's』のプロデュースを、藤岡麻美と共に務め、松本自身もメンバーとして活動していた（blue chee'sの初ライブは2010年12月12日）。2012年8月11日に行われた「blue chee's LIVE 2012 夏〜決断の物語〜」を以ってblue chee'sを脱退。同年9月から韓国・ソウルの西江大学校に語学留学している。

## TRY-FULL BUS
2007年9月、同じ元チェキッ娘の大田祐歌（YUKA）のソロライブを観に行った松本（ERI）と藤岡麻美（MAMI）が大田に話を持ちかけて、その時に結成されたというボーカルユニット。同年11月17日に世田谷区三軒茶屋「Grapefruit Moon」でファーストライブを行う。この時はまだ持ち歌が無かったためカバー曲中心のライブであり、藤岡は当初は『MARI』と少し名前を変えて出演していた。
2008年4月26日の港区六本木でのライブには、出演できなかったYUKAの代わりに、同じく元チェキッ娘メンバーだった加藤真由が『MAYU』として出演。2009年2月7日のライブからは、MAMIの友人でもある★☆北区つかこうへい劇団所属女優の高野愛が『MEG』として加入。同年3月7日に目黒ライブステーションにおいてTRY-FULL BUS主催ライブを開催（MEGの出演としては初のライブ）。
2009年10月31日に、ファーストライブと同じGrapefruit Moonで行ったライブでは、ERI、MAYU、MEGの3人が出演、MAMI、YUKAと、ERIとネットラジオで共演している沢木メイがゲスト出演、この日の衣装のスタイリングはERIらと同じ元チェキッ娘メンバーだった大瀧彩乃が務めた。この時点では、ERI（松本）、MAMI（藤岡）、YUKA（大田）、MAYU（加藤）、MEG（高野）の5人がメンバーとして出演している。
なお、このユニット名はイギリスのデザート『トライフル』に、挑戦などの『TRY』、最大、いっぱいなどの『FULL』、多くの人、夢が乗り合うといった意味で『BUS』のそれぞれの言葉を掛け合わせたものとしている。

## 出演

### テレビ
- DAIBAッテキ!!（フジテレビ）
- DAIBAクシン!!シリーズ（フジテレビ）
- 新春かくし芸大会（フジテレビ、2000年1月2日　ヤングチームの『ザ・ヒットスラップオーケストラ』のメンバーとして出演）
- FACTORY（フジテレビ）

### ラジオ
- TRY-FULL BUS ERIの『ERIC☆HOLIC』（Buttobi-wave）
- ERIとメイの“あまあつっ”Take it easy!!（Buttobi-wave）
沢木メイと共演の番組で、2009年2月25日放送開始。最初放送時間は毎週水曜日23:00〜23:30（毎週日曜日22:00〜22:30再放送）。
コーナーには『メイちゃんのERIちゃんを暴け!一問一答!』（寄せられた質問に答えるコーナー。心理テストを行ったこともある）、『ERIとメイのダダハマり7Days』（グルメ、映画、DVDなど色々な情報のコーナー、リスナーからお勧めの情報も受け付けている）『フツオタ化!』（普通のお便りのコーナー）がある。
2009年5月6日は、沢木メイが仕事の都合で番組を休み、『★☆北区つかこうへい劇団』の高野愛が代役を務めていた。また、藤岡麻美がゲスト出演した回があった。
『ERIC☆HOLIC』としては2009年7月29日（8月2日再放送）の回で最後となり、次週8月5日より『あまあつっ 〜』と改題。2009年9月3日から、放送時間が毎週木曜日22:30〜23:00に移動（再放送時間は変わらず）。
2010年2月25日（2月28日再放送）の回を以って、番組の放送を休止。

### インターネットテレビ
- Music Splash!!（ニコニコ動画 公式チャンネル） - 2009年8月26日よりレギュラー、2010年4月からメインMC。他出演は、藤岡麻美（2010年3月まで）、堂安一途（作詞家）、牧野りえ（音楽ライター）。